# تصوير غذائي

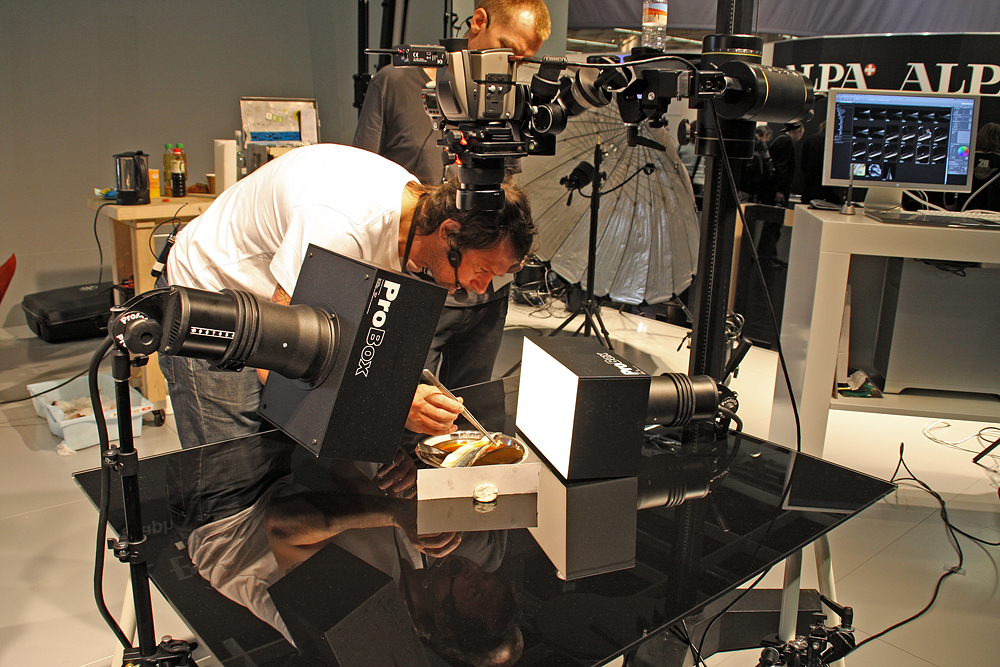
مصور غذاء أثناء عمله

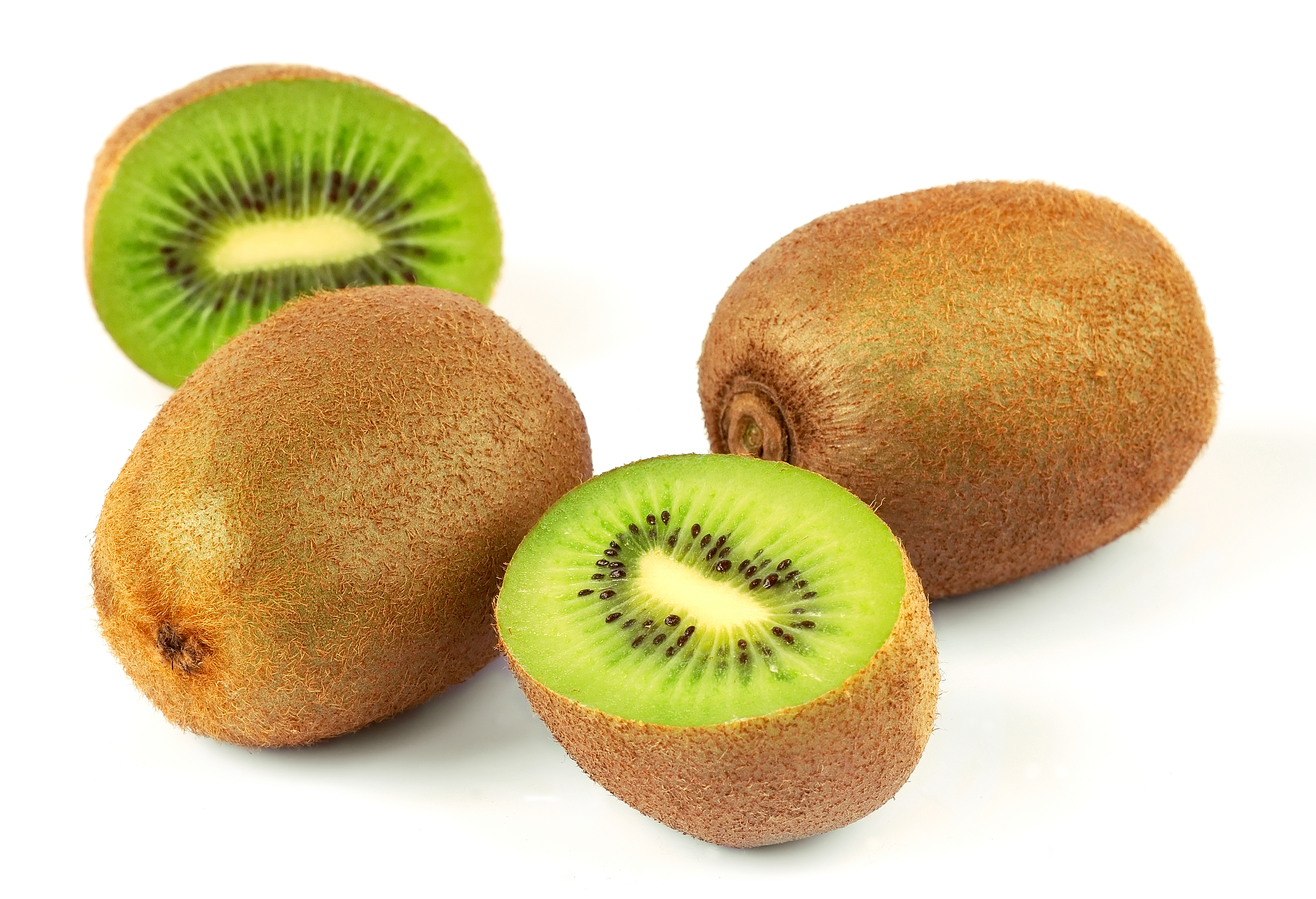
صورة حية لفاكهة الكيوي

التصوير الغذائي أو التصوير الفوتوغرافي للأغذية أحد أنواع التصوير الفوتوغرافي الذي يهدف إلى خلق حياة وصورة رائعة عن الغذاء، يستخدم بصورة رئيسية في الإعلانات على شاشات التلفاز، المجلات، التعبئة والتغليف، قوائم الطعام في المطاعم والفنادق وكتب تعليم الطبخ.
تعتبر عملية التصوير الفوتوغرافي للأطعمة عملا تعاوني، يتضمن عادة مخرج فني، مصور، صانع أغذية، مصمم دعاية ومساعديه.
في الإعلانات، غالبًا ما يُستخدم التصوير الغذائي لإضافة صورة خادعة عن المنتج سواء في المبالغة عن جاذبية الطعام أو حجمه، لا سيما الوجبات السريعة.

## زاوية التصوير

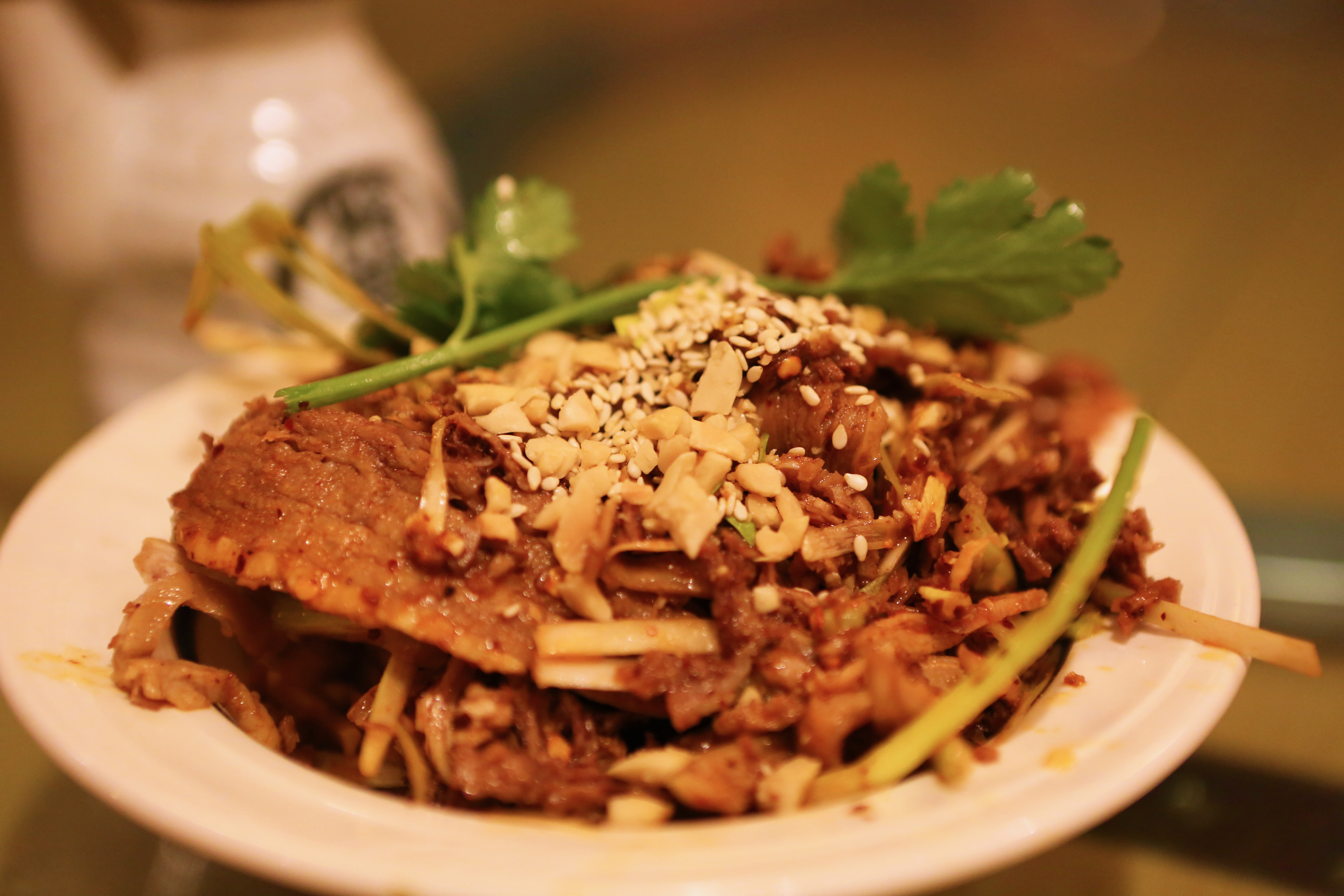
إحدى صور الأطباق الصينية

يعتمد مصوري الطعام على خلق جاذبية للطعام لإثارة غريزة الفجع لدى الزبائن عن طريق أخذ صورة من أفضل زاوية ممكنة للطبق المكون من عناصر تم ترتيبها بشكل معين لاظهارهم بأفضل شكل.
مع تطور التقنيات، تم إلحاق الإضاءة الرومانسية وزوايا ضحلة والمزيد من الدعائم حتى أطلق بعض النقاد مصطلح الإباحية الغذائية على الزيادات المبالغ فيها. في الآونة الأخيرة، أصبح الاتجاه السائد في التصوير الفوتوغرافي للغذاء التجاري الغربي هو تقديم الطعام بطريقة بسيطة ونظيفة وطبيعية بقدر الإمكان وبقليل من الدعامات بالاعتماد فقط على التركيز الانتقائي، الألواح المائلة واللقطات القريبة. على سبيل المثال، يميل المصورون إلى الاهتمام بزيادة ارتفاع الأطباق والتي تتناسب طرديا مع عدد مكوناته والتي تصلح للتصوير من زوايا ضيقة.

## مصمم الأغذية

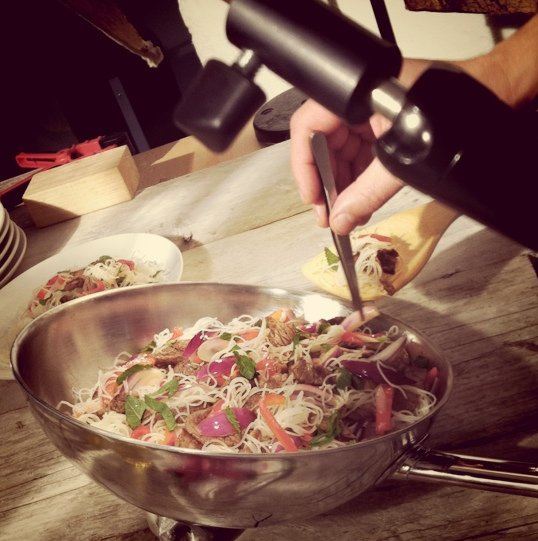
طبق يتم تصميمه للتصوير الفوتوغرافي

يختص دور مصفف الطعام في جعل الطعام يبدو أكثر جاذبية مما هو في الواقع. يختلف مقدار الوقت والجهد الذي يبذله كل مصمم لترتيب الطعام بعناية عن ما يبذله الطاهي في المطعم أو الفرد في منزله. معرفة كيفية ترجمة الذوق والرائحة والجاذبية الخاصة بالطبق الحقيقي إلى صورة ثنائية الأبعاد هي ما تميز مصمم عن أخر.
يمتلك مصففي الغذاء خبرة طهي كبيرة فبعضهم طهاة محترفين والبعض الأخر لدية خبرة في الاقتصاد المنزلي بالإضافة إلى معرفتهم بحيل التسويق فهم خبراء إبداعيين يقوموا برسم شكل للطعام ويصنعوا الطعام وفقا لذلك.

## الهامبرغر والسندويشات

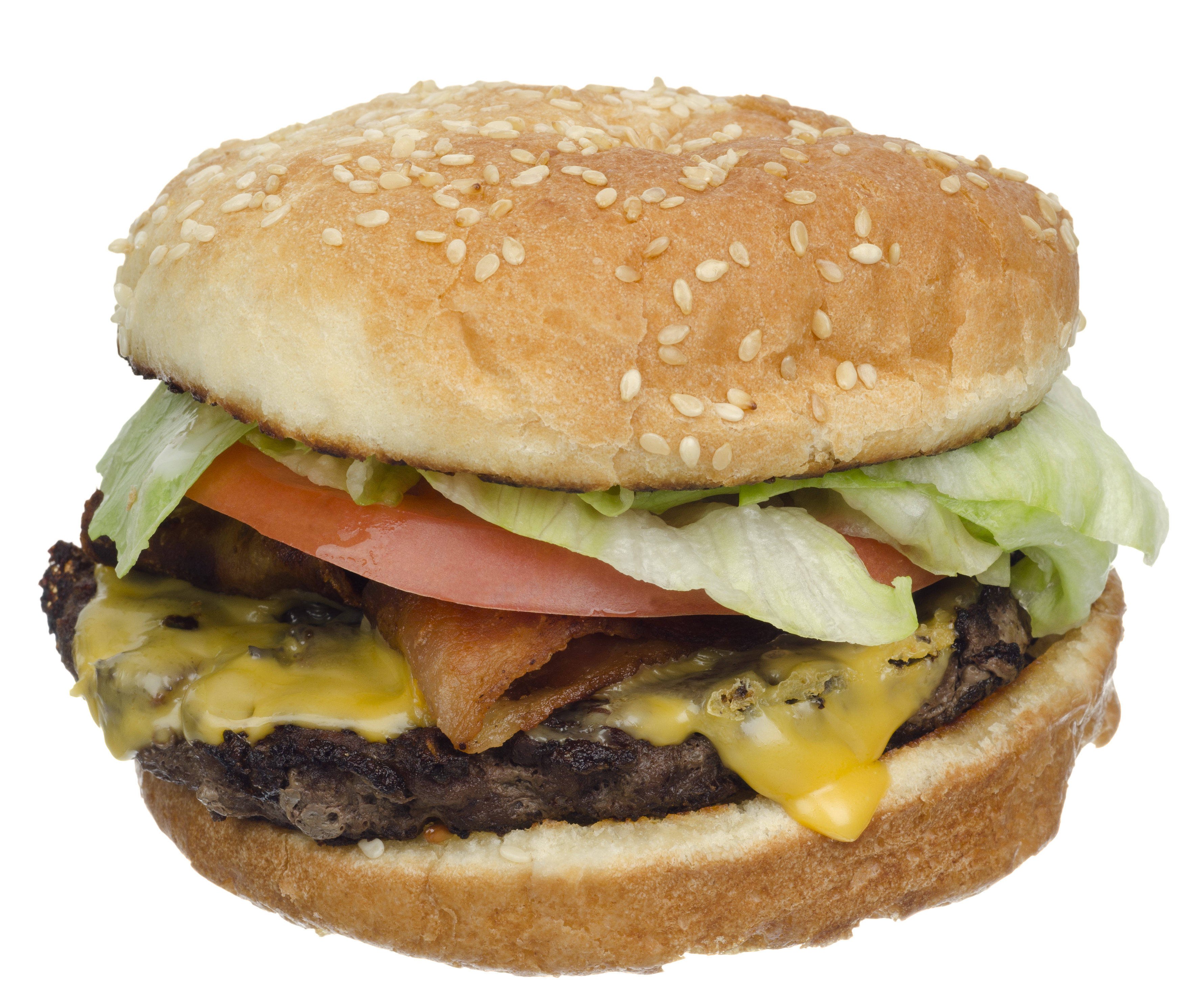
لا تبدو الكعكة والهامبرغر بالجبنة متساوية لا في الشكل ولا في المكان مما يجعل مظهرها غير جذاب كما هو مطلوب.

يعتبر تصوير الهمبرغر تحديًا نظرًا لأن الكعك يخفق بسهولة وسرعة فقدان الهمبرغر المجمع إلى جاذبيته البصرية. عند تصنيع البرغر، يتم وضع المكونات في مكانها المطلوب باستخدام مسواك وإزالة الأجزاء الداخلية من شرائح الطماطم لتجنب تغيير لون المكونات من عصيرها.
يتم طهي فطائر اللحم بطريقة سطحية واستخدام شعلة نار على الحواف لتحصل على اللون البني المميز لجعلها أكثر شهية مع استخدام ألوان. أما شرائح الجبن فيتم تنظيفها باستخدام منظف منزلي لجعل منظرها طازجة أكثر. يتم رسم التوابل مثل المايونيز على الحواف كما يستخدم البخار عادة لخلق صورة البرغر الساخن.
يتم تجميع السندويشات باستخدام تقنيات مماثلة حيث يتم استخدام مناشف ورقية مبللة لمنع الخبز من الجفاف. في حالة إرادة تصوير نصف شطيرة، يتم تقسيم الخبز والمكونات بشكل فردي باستخدام مقص وتجميعها في مكانها.